# Westerzkuckuck
Der Westerzkuckuck (Ceuthmochares aereus), auch Blauerzkuckuck oder kurz Erzkuckuck genannt, ist eine Art aus der Familie der Kuckucksvögel, der zu den sogenannten Erzkuckucken gehört. Er ist ein mittelgroßer Kuckuck, der ausschließlich im Westen Afrikas vorkommt und im größten Teil seines Verbreitungsgebietes ein Standvogel ist. Der Osterzkuckuck wurde früher als eine Unterart des Westerzkuckucks eingestuft, gilt aber seit 2005 als eigenständige Art eingestuft.
Anders als viele Arten innerhalb der Kuckucke ist der Westerzkuckuck kein Brutparasit, sondern zieht seinen Nachwuchs selber groß. Von der IUCN wird die Art wegen ihres großen Verbreitungsgebietes als nicht gefährdet eingestuft.

## Merkmale

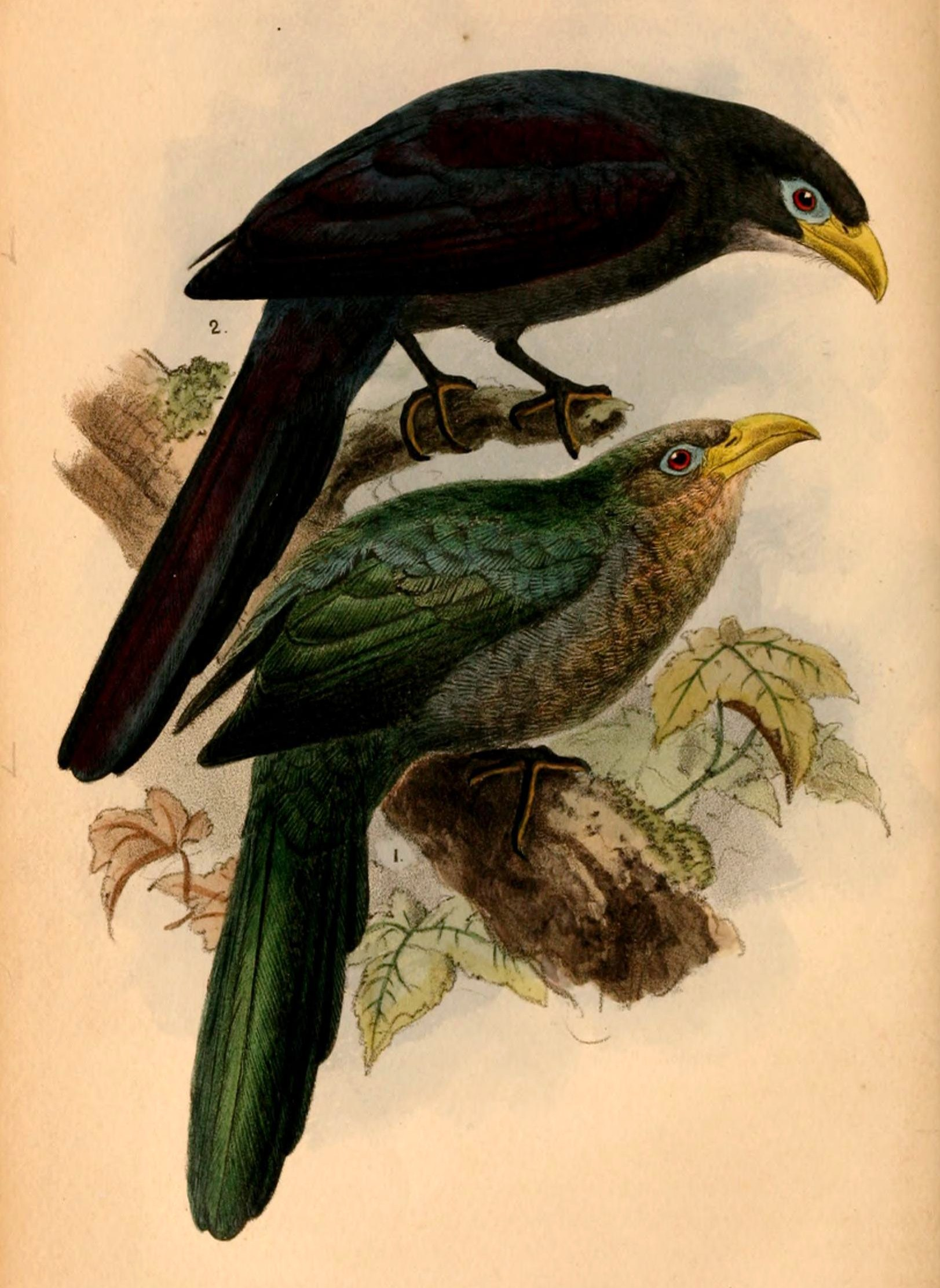
Westerzkuckuck (hinten). Vorne der zur gleichen Gattung gehörende Osterzkuckuck

Der Westerzkuckuck erreicht eine Körperlänge von 33 Zentimeter. Auf die Steuerfedern entfallen rund 20 Zentimeter. Der kräftige Schnabel misst rund 2,4 Zentimeter. Männchen wiegen durchschnittlich 62 Gramm, die Weibchen sind etwas schwerer und wiegen 68,5 Gramm.
Es gibt keinen auffälligen Geschlechtsdimorphismus: Bei der Nominatform haben sowohl die Männchen als auch die Weibchen einen dunkelgrünen Oberkopf und Nacken. Der Zügel, d. h. die Region zwischen Schnabel und Augen, ist grünlich grau. Der Rücken, die Flügel, die Oberschwanzdecken und die Steuerfedern sind glänzend dunkelgrau. Das Kinn und die Kehle sind mittelgrau. Die Brust ist grau, der Bauch ist gleichfalls grau und geht am Unterbauch in einen Schwarzton über. Die langen Steuerfedern sind auf der Unterseite violett glänzend.
Die Iris ist rot oder kastanienbraun, bei Jungvögeln ist sie braun. Der Lidring ist gelb und geht vor dem Auge in einen grünlichen Ton über. Der kräftige Schnabel ist leuchtend gelb und geht insbesondere an der Schnabelbasis in ein Schwarz über. Die Beine sind schwarz.
Jungvögel ähneln den adulten Vögeln, sind aber insgesamt matter gefärbt. Auf der Körperoberseite sind sie rußfarben. Die Brust ist dunkelgrau mit bräunlichen Federspitzen.

## Verbreitung
Der Westerzkuckuck ist eine afrotropische Art. Sein Verbreitungsgebiet erstreckt sich von der Küste Senegals, Gambias und Guineas  bis nach Uganda und in den Süden von Sudan, den Westen Kenias und den Nordwesten Tansanias. Er kommt außerdem im Norden von Angola, in Gabun und Äquatorialguinea vor.
Der Westerzkuckuck ist im größten Teil seines Verbreitungsgebietes ein Standvogel. In Nigeria ziehen Teile der Population in der Regenzeit nach Norden.

## Lebensraum
Der Westerzkuckuck hält sich bevorzugt in Sekundär- und Galeriewäldern auf, die von anderen Waldtypen umstanden sind. Besonders häufig findet er sich am Rand von Lichtungen. Er ist außerdem in Akaziendickichten entlang von Flüssen und trockenem Dorngebüsch in Äthiopien zu finden.
Er kommt im Westen Kameruns bis auf 1600 Höhenmetern vor. Weiter östlich ist er noch auf 2000 Höhenmetern anzutreffen.

## Lebensweise
Der Westerzkuckuck ist ein heimlich lebender Vogel, der sich meist im dichten Laubwerk von Baumkronen aufhält. Seine Nahrung findet er überwiegend in Wipfeln acht bis 30 Meter über dem Erdboden. Er frisst überwiegend Raupen, darunter wie viele anderen Kuckucke auch stark behaarte Raupen, die von den meisten anderen Vogelarten gemieden werden. Daneben frisst er fliegende Termiten, Käfer, Bienen, Kakerlaken, Spinnen, Schnecken und Baumfrösche sowie gelegentlich kleine Vögel. Er frisst außerdem Früchte, Samen und Blätter.
Über die Fortpflanzung des Westerzkuckucks ist nur wenig bekannt. Vermutet wird, dass Westerzkuckucke monogam sind und ein Revier verteidigen. Im tropischen Zentral- und Westafrika lässt sich kein spezifischer Fortpflanzungszeitraum identifizieren. Brütende Westerzkuckucke sind ganzjährig anzutreffen. Das Nest ist eine lockere Plattform aus belaubten Ästen, die gewöhnlich zwei bis fünf Meter über dem Erdboden in einer Astgabel errichtet wird. Das Gelege besteht normalerweise aus zwei Eiern, in seltenen Fällen auch bis zu vier Eiern. Sie sind weiß bis cremefarben. Über die Entwicklung der Nestlinge und Jungvögel ist bislang nichts bekannt.

## Bestand
Der Westerzkuckuck ist in Teilen seines Verbreitungsgebietes ein häufiger Vogel. In Gabun kommen circa 15 bis 20 Paare pro Quadratkilometer vor. Auch im Südosten Nigerias ist der Westerzkuckuck ein vergleichsweise häufiger Vogel.

## Unterarten
Es werden für den Westerzkuckuck folgende Unterarten beschrieben:
- C. a. aereus, Vieillot, 1817
- C. a. flavirostris, Swainson, 1837

## Einzelbelege
1. ↑  Robert B. Payne: The Cuckoos. Oxford University Press 2005. (Bird Families of the World Nr. 15) ISBN 0198502133.
2. ↑  IUCN:Westerzkuckuck, aufgerufen am 17. August 2016
3. 1 2 3 4  Erhitzøe, Mann, Brammer, Fuller: Cuckoos of the World. S. 235.
4. 1 2 3  Erhitzøe, Mann, Brammer, Fuller: Cuckoos of the World. S. 236.